# Double Vision
Double Vision je píseň americké elektro-hopové skupiny 3OH!3. Píseň pochází z jejich třetího alba Streets of Gold. Produkce se ujal producent Benny Blanco.

## Hitparáda
| Žebříček | Příčka |
| -------- | ------ |
| Kanada   | 49     |
| USA      | 87     |